# Kancelaria monarsza (Polska)
Kancelaria monarsza – organ pomocniczy kanclerza funkcjonujący w Polsce.
Kancelaria królewska zjednoczonego państwa polskiego wyłoniła się z kancelarii książęcej Władysława Łokietka, kiedy ten zjednoczył państwo polskie i koronował się na króla. Nie miała stałej siedziby i przemieszczała się wraz z dworem królewskim. Na czele kancelarii stał kanclerz, który w czasie panowania Ludwika Węgierskiego w roku 1381 przyjął tytuł najwyższego kanclerza Królestwa Polskiego (łac. cancelarrius supremus regni Poloniae). Jego współpracownikiem był podkanclerzy. Z czasem ich kompetencje zostały zrównane, odróżniała ich tylko wielkość używanych pieczęci. Honorowe pierwszeństwo przysługiwało kanclerzowi.

## Zadania kancelarii królewskiej
- pośredniczenie między monarchą a stanami (kanclerz reprezentował króla podczas sejmu),
- prowadzenie polityki zagranicznej (poselstwa, korespondencja),
- nadzór nad sądownictwem królewskim (udział w sądzie asesorskim, sejmowym i relacyjnym),
- pośredniczenie między królem a poddanymi (rozdzielanie godności i urzędów).
- protokołowanie narad senatorów rezydentów

## Personel kancelarii królewskiej

### Sekretarze
Wymagano od nich zdolności dyplomatycznych oraz znajomości języków obcych. Ich zadaniem było pisemne ujmowanie zaleceń króla i kanclerzy. Sporządzali oni koncepty (projekty) listów i przekazywali niższemu personelowi w celu sporządzenia czystopisów oraz ekspedycji korespondencji. Sekretarze dzielili się na scribentes (łac. 'piszący' zatrudnieni bezpośrednio w kancelarii) i non scribentes ('nie piszący' do zadań dyplomatycznych). Na czele sekretarzy stał wielki sekretarz. Miał on możliwość wystawiania dokumentów pod pieczęcią królewską (pod nieobecność kanclerza i podkanclerzego).

### Pisarze
Ich zadaniem było przygotowywanie oraz ekspedycja czystopisów na bazie konceptów przygotowywanych przez sekretarzy. Czynności te wykonywali opierając się na gotowych formularzach. Prowadzili również księgi kancelaryjne. Zwierzchnikiem pisarzy był regens. Był on bezpośrednio odpowiedzialny za to, aby dokumenty wystawiane w kancelarii były zgodne z wolą króla i kanclerza. Dokonywał on również podziału pracy między pisarzy.
Efektem pracy kancelarii królewskiej była Metryka Koronna, która dzieliła się na siedem serii. Do dziś zachowało się 779 ksiąg metryki i jest to podstawowa dokumentacja dziejów państwa polskiego.